# Ärger auf der ganzen Linie
Ärger auf der ganzen Linie ist eine US-amerikanische Filmkomödie aus dem Jahr 1953 von Michael Curtiz mit John Wayne, Donna Reed und Charles Coburn in den Hauptrollen. Das Drehbuch basiert auf der Originalstory It Figures von Douglas Morrow und Robert Hardy Andrews.

## Handlung
In New York wird der betagte Pater Burke darüber informiert, dass die Kirchenbehörden das St. Anthony's College schließen werden, an dem er als junger Mann studiert hat und heute Rektor ist. Burke ist entschlossen, das College durch Spendenaktionen offen zu halten und bietet dem ehemaligen Toptrainer Steve Williams einen Job an, bei dem er die Footballmannschaft der Schule zu einem erfolgreichen Team aufbauen soll. Steve, der bei seinen Kollegen in Ungnade gefallen ist und sich nun als Buchmacher in einer Billardhalle über Wasser hält, ist jedoch desinteressiert, bis die Bewährungshelferin Alice Singleton auftaucht und Beschwerden seiner Ex-Frau Anne McCormick untersucht, wonach Steve ihre kleine Tochter Carol, die bei ihm lebt, vernachlässigt habe. Steves freche Antwort ärgert Alice, die zugibt, dass Anne das alleinige Sorgerecht für Carol will. Steve sucht Anne auf und ihr Verhalten überzeugt ihn davon, dass sie Carol als Mittel zur Rache benutzt.
Nachdem er Burkes Angebot angenommen hat, zieht Steve mit der burschikosen Carol in ein Zimmer unter dem Glockenturm des Campus und findet sich mit den heruntergekommenen Sportanlagen des Colleges ab. Als Alice verkündet, dass sie Anne Besuchsrechte zugestanden hat, erinnert sich Steve daran, wie er Anne fünf Jahre zuvor dabei erwischt hat, wie sie mit dem reichen Harold McCormick eine Affäre hatte, während Carol in einem Zimmer im oberen Stockwerk schlief. Unterdessen plant Burke naiverweise für den kommenden Herbst ein Spiel der Mannschaft gegen mehrere große Schulen. Carol überzeugt den überforderten Steve, nicht zu kündigen. Er arbeitet schnell und nachdem er zwei ehemalige Football-Assistenten überzeugt hat, sich ihm anzuschließen, lockt er gute Spieler mit zweifelhaften akademischen Qualifikationen, sich bei St. Anthony einzuschreiben. Steve erwirbt gute Ausrüstung von einem Sportladenleiter, der Schmiergelder nimmt und ein Polofeld mietet, indem er dem Leiter mit schlechter Publicity droht.
Um die Regeln der Liga zu umgehen, melden sich die Spieler für die Sommerschule an und beginnen mit dem Training. Am Tag des ersten Spiels besucht Alice mit Carol Anne, die inzwischen mit Harold verheiratet ist. Sie betreten eine gerade stattfindende Kinderparty. Während Carol unglücklich versucht, sich anzupassen, sind sich die McCormicks insgeheim einig, dass der Umgang mit Kindern geschmacklos ist. Schließlich rettet Alice Carol vor den Sticheleien der anderen Kinder. Gemeinsam besuchen sie das Footballspiel, bei dem sich Alice als überraschend bewandert in diesem Sport erweist. Nach der Party hören die McCormicks das Ende des Spiels im Radio und vom Sieg von St. Anthony. Obwohl das Spiel später einen Gewinn von 31.000 Dollar für St. Anthony einbringt, sagt Burke den Rest des Spielplans des Teams ab und bereitet die Schließung der Schule vor. Nachdem er die Aufzeichnungen der Footballspieler durchgesehen hat, beschuldigt Burke Steve, die Gewinne unter den Teammitgliedern aufzuteilen, Aufzeichnungen zu fälschen und, in Bezug auf einen älteren kanadischen Schüler, halbprofessionelle Spieler zu kaufen. Steve argumentiert, dass der betreffende Student zum Kampf in Korea eingezogen wurde und dank St. Anthony's endlich die Möglichkeit hat, ein College zu besuchen. Später konfrontiert Steve Alice im betrunkenen Zustand und beschuldigt sie, Burke einen Tipp gegeben zu haben. Er schlägt ihr vor, sich einen Mann zu suchen, und küsst sie. Alice bestreitet, mit Burke gesprochen zu haben und erzählt ihm wütend, dass auch sie als Wildfang ohne Mutter aufgewachsen ist und hofft, Carol davon abzuhalten, so zu einem Außenseiter zu werden wie sie. Steve fühlt sich besiegt, aber er weiß, dass Anne Carol nicht wirklich will. Er geht zu den McCormicks, um einen Kompromiss zu finden und bietet an, sie auf eine Schule zu schicken. Anne will Steve jedoch demütigen, indem sie Carol als Zeugin der Anhörung auftreten lässt. Nachdem Harold zugibt, dass sie Burke einen Tipp gegeben haben und dass er Carol nicht mag, schlägt Steve ihn nieder und die Polizei wird gerufen.
Bei einer anschließenden Anhörung, bei der Steves viele Fehler zur Sprache kommen, widerlegt Alice ihren zuvor geschriebenen Bericht, der auf Steves „erniedrigenden Einfluss“ auf Carol verweist, da sie erkannt hat, dass Anne Carol gegen Steve einsetzt. Als Annes Anwalt Alice jedoch dazu bringt, ihre Liebe zu Steve zu gestehen, weist der Richter den Fall neu zu und macht Carol zu einem Mündel des Gerichts. Zurück am College erinnert Carol Burke daran, dass Steve nur getan hat, was von ihm verlangt wurde. Später, nachdem er erfahren hat, dass seine Vorgesetzten beschlossen haben, die Schule weiterlaufen zu lassen, verkündet Burke in der Kapelle, dass St. Anthony's seine Tradition der finanziellen Unterstützung fortsetzen wird, er jedoch als Rektor zurücktritt. Burke erklärt, dass er einen Mann gebeten hat, das Unmögliche zu tun, und als der Mann es auf die einzige ihm bekannte Weise geschafft hat, haben sowohl St. Anthony's als auch der Mann beinahe das verloren, was ihnen wichtig war. Später informiert Burke Steve, dass die Footballmannschaft zu ihrem früheren, glanzlosen Zustand zurückkehren wird, Steve jedoch als Trainer bleiben wird. Er verweist den überraschten Steve auf das Kleingedruckte in seinem Vertrag, der auf Latein geschrieben ist und der Schule das Recht gibt, ihn zu behalten. Als Alice ankommt, um Carol abzuholen, bis das Gericht eine endgültige Entscheidung getroffen hat, signalisieren Carol und Steve einander, dass Alice eine gute Mutter für Carol sein wird. Die drei freuen sich auf eine glückliche gemeinsame Zukunft.

## Hintergrund
Gedreht wurde der Film von Mitte Oktober bis Anfang Dezember 1952.
Produktionsnotizen von Warner zufolge wurden Teile des Films am Pomona College, an der Loyola Marymount University, an verschiedenen High Schools in Los Angeles und in der Cathedral Chapel in La Brea gedreht.
Im Juni 1953 wurde berichtet, dass die Schauspielerin Sherry Jackson von der „General Federation of Women's Clubs“ für ihre Arbeit an diesem Film sowie Die Heilige von Fatima und Der König der Wildnis zur besten Kinderdarstellerin 1952–53 gekürt worden war.
Leo K. Kuter oblag die künstlerische Leitung. William Wallace war für das Szenenbild zuständig, Moss Mabry für die Kostüme. Russ Saunders arbeitete als Regieassistent.

## Musik
Folgende Songs wurden im Film gespielt:
- St. Anthony's Alma Mater Hymn von Sammy Cahn und Max Steiner
- When the Roll Is Called Alma Mater von Sammy Fain und Irving Kahal
- Mother Machree von Chauncey Olcott, Ernest R. Ball und Rida Johnson Young

## Synchronisation
Die deutsche Synchronfassung entstand 1996 im Auftrag des Fernsehstudios München in Unterföhring unter der Dialogregie von Gert Günther Hoffmann, der auch das Dialogbuch verfasste.
| Rolle            | Schauspieler   | Deutscher Synchronsprecher |
| ---------------- | -------------- | -------------------------- |
| Steve Williams   | John Wayne     | Michael Mendl              |
| Alice Singleton  | Donna Reed     | Dagmar Heller              |
| Pater Burke      | Charles Coburn | Friedrich W. Bauschulte    |
| Pater Provincial | Leif Erickson  | Walter von Hauff           |
| Ordensbruder     | Frank McLure   | Gert Günther Hoffmann      |

Anmerkung: Die kursiv geschriebenen Namen sind Rollen und Darsteller, die nicht im Abspann erwähnt wurden.

## Veröffentlichung
Die Premiere des Films fand am 4. April 1953 statt. In der Bundesrepublik Deutschland wurde er am 13. September 1996 im deutschen Fernsehen ausgestrahlt.

## Kritiken
Der Filmkritiken-Aggregator Rotten Tomatoes hat in einer Auswertung ein Publikumsergebnis von 62 Prozent positiver Bewertungen ermittelt.
A. H. Weiler von der The New York Times befand, der Film zeige auf anmutige Weise solche Tugenden wie entzückende Dialoge, kluge und zügige Regie und eine Besetzung, die zu mögen scheine, was sie tue.
Die Variety bezeichnete den Film als eine entzückende Komödie. Die Dialoge, die den Film maßgeblich tragen, werden von den Darstellern unter der perfekten Regie von Michael Curtiz ausdrucksstark wiedergegeben, der auch eine schöne Prise Sentimentalität einbringe.
Der Kritiker des TV Guide schrieb, der Film sei voller guter, altmodischer Emotionen, Wendungen und Darbietungen, und so kitschig es auch klingen mag, es gebe viele schlechtere Möglichkeiten, ein paar Stunden zu verbringen.
Das Lexikon des internationalen Films schrieb: „Sentimentale Komödie, die durch spritzige Dialoge und einen gegen den Typ besetzten Hauptdarsteller gut unterhält.“
Die Filmzeitschrift Cinema befand: „Cowboy Wayne mal ungewohnt schwülstig.“